# Ayòbámi Adébáyò

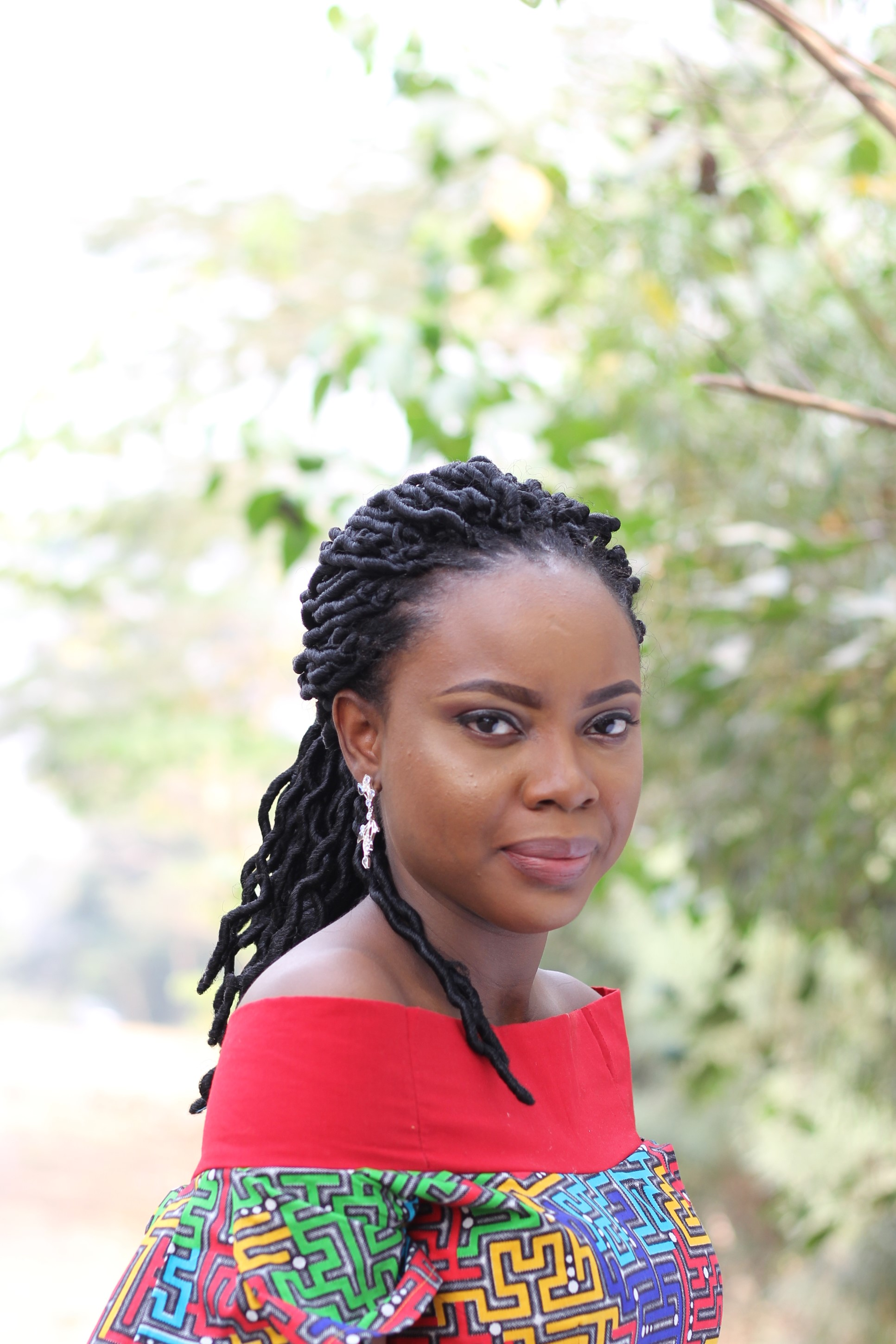
Ayòbámi Adébáyò (2018)

Ayòbámi Adébáyò (geb. 1988 in Lagos) ist eine nigerianische Schriftstellerin. Sie gilt als „junge literarische Stimme Nigerias“. Ihre Arbeit konzentriert sich auf die Rolle der Frau in der nigerianischen Gesellschaft.

## Leben
Adébáyò wuchs als Tochter einer Ärztin, die auch an der Universität unterrichtete, mit ihrer Schwester und teilweise ihren Cousins auf. Sie studierte kreatives Schreiben und englische Literatur bei Chimamanda Ngozi Adichie und Margaret Atwood. Sie engagiert sich heute in verschiedenen Hilfsorganisationen.

## Wirken
Adébáyòs Debütroman Bleib bei mir, das die Geschichte eines Paares erzählt, das versucht ein Kind zu bekommen, wurde unmittelbar ein weltweiter Erfolg und verkaufte sich auf Anhieb in 13 Länder. Es thematisiert den Druck, der in der nigerianischen Gesellschaft auf Paaren lastet, ein Kind zu bekommen, und spricht auch die Sichelzellenkrankheit an. 2017 war der Roman für den Women’s Prize for Fiction nominiert.
Ayòbámi Adébáyò wurde 2019 in die Anthologie New Daughters of Africa von Margaret Busby aufgenommen, die die bedeutendsten Schwarzen Autorinnen der letzten 200 Jahre zusammentrug.

## Veröffentlichungen (Auswahl)
- Bleib bei mir, Piper, 2018, ISBN 978-3492058902.